# مايك تودوروفيتش
مايك تودوروفيتش (بالإنجليزية: Mike Todorovich)‏ مواليد 11 يونيو 1923 - الوفاة 24 يونيو 2000، كان لاعب كرة سلة أمريكي تحول إلى التدريب بعد الاعتزال. بدأ مسيرته الاحترافية في سنة 1947. بلغ طوله 6 قدم 5 بوصة (2.0 م). لعب كرة السلة الجامعية في جامعة وايومنغ. اعتزل اللعب في 1951.

## روابط خارجية
- مايك تودوروفيتش على موقع إن بي أي (الإنجليزية)
- مايك تودوروفيتش على موقع سبورتس رفرنس (الإنجليزية)
- مايك تودوروفيتش على موقع ريلجم (الإنجليزية)
- مايك تودوروفيتش على موقع بروبوليرز (الإنجليزية)
- مايك تودوروفيتش على موقع سبورتس رفرنس (الإنجليزية)
- مايك تودوروفيتش على موقع سبورتس رفرنس (الإنجليزية)
- مايك تودوروفيتش على موقع قاعة ميسوري للمشاهير الرياضية (الإنجليزية)